# Louis Breitel
Louis Breitel né à Montrouge le 19 juin 1866 et mort à Paris le 22 septembre 1901 est un sculpteur français.

## Biographie
Louis Breitel est né à Montrouge. Il est élève de Charles Gauthier à l'École des arts décoratifs à Paris et expose aux Salon de 1893 à 1902. Alors qu'il n'est encore qu'ouvrier typographe à l'imprimerie Lahure, rue de Fleurus à Paris, il se fait remarquer pour son monument à Carnot qui fut placé dans la salle du gymnase Carnot de Limoges. Il obtient une médaille de troisième classe au Salon de 1897. On lui doit deux monuments : celui du docteur Jules Rochard pour la ville de Saint-Brieuc, et celui du comte Lambrechts pour l'asile Lambrechts, à Courbevoie.
Sociétaire de la Société des artistes français, il meurt en 1901.

## Œuvres
- Portrait de la mère de l'artiste. Buste en plâtre, Salon de 1893 (no 2637).
- Portrait de Mlle E. C…. Buste en plâtre. Salon de 1894 (no 2840).
- Boudeur, étude d'enfant. Buste en étain. Salon de 1895 (no 2912).
- Monument au comte Lambrechts, Courbevoie. Ce monument, appartenant à l'Assistance publique de la Ville de Paris, a figuré au Salon de 1897 (no 2754). Un fragment de l'une des figures allégoriques destinée au monument est conservé au Château-Musée de Nemours[4].
- Monument à “La Nature”, 1897, esquisse en terre cuite, localisation inconnue. Projet non réalisé de monument en hommage à la revue de vulgarisation scientifique La Nature[3].
- Portrait de Mlle Aimée Boissy. Buste en terre cuite. Salon de 1898 (no 3210).
- Monument au docteur Jules Rochard. Buste et allégorie féminine en bronze. Ce monument érigé à Saint-Brieuc, dans la rue Chateaubriand, a été exposé au Salon de 1900 (no 1866). Le buste est fondu sous le régime de Vichy en 1942 et la figure allégorique a disparu. Une copie du buste est installée en 1981, rond-point du docteur Rochard à Saint-Brieuc[5].
- Beethoven. Buste en plâtre. Salon de 1901 (no 3032).
- Portrait de M. Gross. Buste en bronze. Salon de 1901 (no 3033).
- Napoléon Ier à Sainte-Hélène. Buste en bronze. Salon de 1902 (no 2293). Cette œuvre, ainsi que le plâtre préparatoire, est conservée au Château-Musée de Nemours[6].